# فرانسیسکو فریرا
فرانسیسکو ریس فریرا ملقب به فرو (انگلیسی: Ferro؛ زادهٔ ۲۶ مارس ۱۹۹۷) بازیکن فوتبال اهل پرتغال است.
از باشگاه‌هایی که در آن بازی کرده‌است می‌توان به اشاره کرد.
وی همچنین در تیم‌های ملی فوتبال زیر ۱۷ سال پرتغال، زیر ۱۸ سال پرتغال، زیر ۱۹ سال پرتغال، زیر ۲۰ سال پرتغال، و زیر ۲۱ سال پرتغال بازی کرده‌است.

## تیم ملی
در اوایل سپتامبر ۲۰۱۹، فرو برای اولین بار به تیم ملی پرتغال برای بازی‌های مقدماتی یورو ۲۰۲۰ مقابل صربستان و لیتوانی، دعوت گردید جانشین په‌په مصدوم شد.